# Prisco del Epiro
Prisco del Epiro (c. 305 - c. 395) fue un filósofo y teúrgo neoplatónico y amigo del emperador romano Juliano el Apóstata.
Prisco fue pupilo de Edesio en Pérgamo y luego fue a enseñar a Atenas, donde fue maestro de Juliano. Cuando Juliano estuvo en Galia, escribió a Prisco con la intención de adquirir los escritos de Jámblico sobre los oráculos caldeos. Cuando Juliano fue proclamado César, convocó a Prisco a Galia, y lo llevó con él a Constantinopla cuando se convirtió en augustus en 361. Prisco y Máximo de Éfeso viajaron con Juliano en campaña a Persia y estuvieron con él cuando falleció en 363. En algún momento después de la muerte de Juliano, Prisco fue arrestado, pero finalmente liberado, a diferencia del destino de Máximo, quien fue ejecutado en 371. Prisco regresó a Atenas donde continuó enseñando por más de treinta años.